# 旗尾線

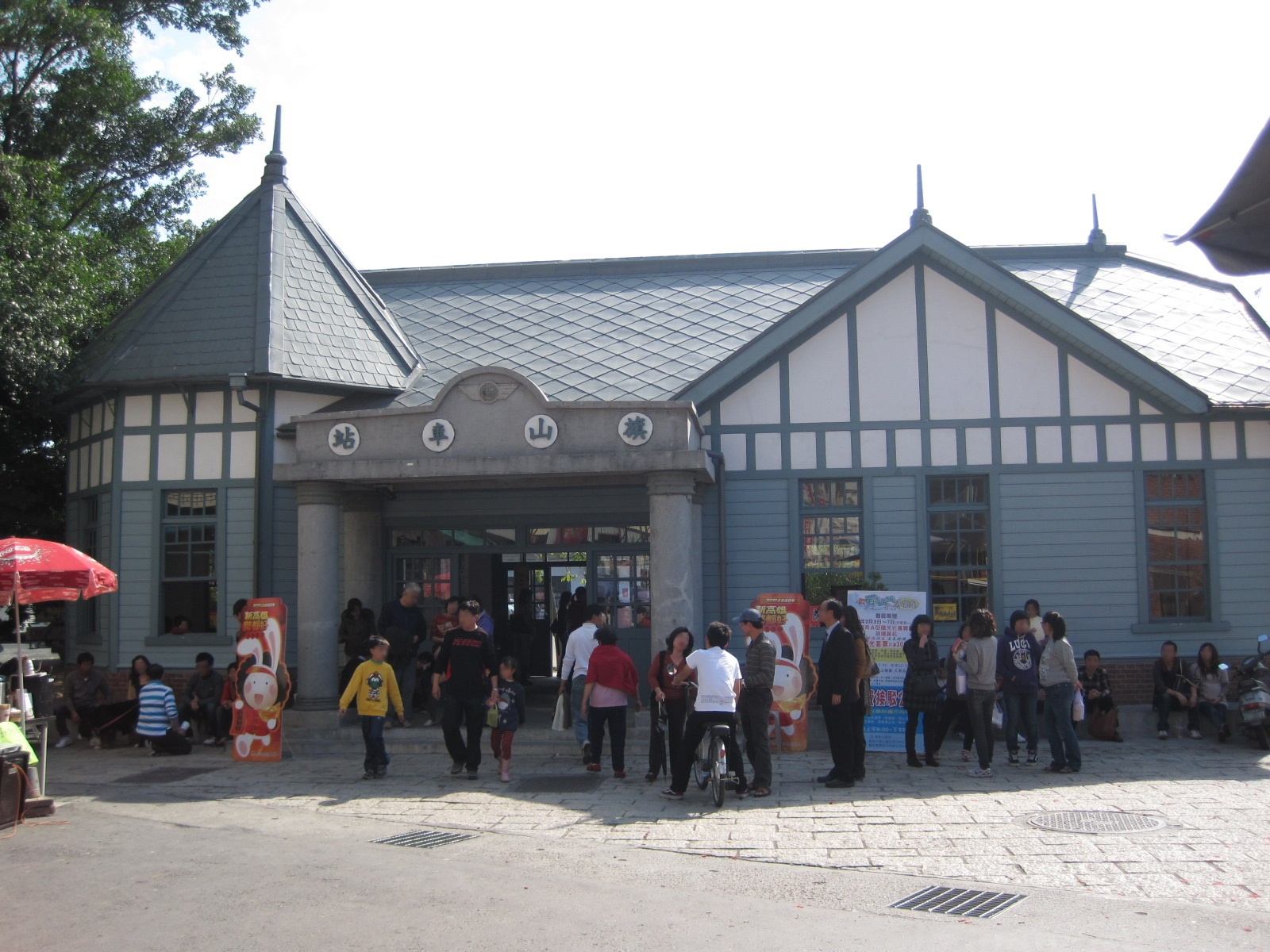
旗尾線的旗山車站

旗尾線是臺灣旗山糖廠的營業線，自1910年8月20日開始營運到1978年為止，鐵軌則於1982年拆除。

## 沿革
旗尾線所隸屬的旗山糖廠，原本是1909年5月17日成立的高砂製糖會社於蕃薯藔廳旗尾庄興建的「旗尾製糖所」，在糖廠興建的同時該會社也鋪設後來的旗尾線鐵道（九曲堂－旗尾）。鐵道工程於1909年8月開始，分成第一區「九曲堂─嶺口」與第二區「嶺口─旗尾」，其中工程最難的是第一區龍目井到大樹腳庄部分。工程於1910年4月1日，於8月20日正式核准營業，最初只有九曲堂、大樹腳、溪埔、嶺口、溪州、蕃薯藔、旗尾七個車站（停車場），而由於有這條鐵道，到旗山只需一小時又四十多分鐘。而由於高砂製糖會社在1910年9月與鹽水港製糖合併，11月7日正式解散，這段鐵道連同旗尾製糖所便改歸鹽水港製糖所有。1912年時，鐵道沿伸至竹頭角。
1920年代由於汽車（自動車）興起，影響鐵道運輸，已改歸臺灣製糖所有的旗尾製糖所從1928年3月起改用機動車車頭載客，並訂做新車廂、增加班次，改善服務品質，使得1930年代時每年乘客數約有30萬上下。而由於旗尾線除了是客運線外，也是貨運線，故旗山青果會社的檢驗場、倉庫及辦公室與旗山信用購買組合的碾米廠都設在旗山車站附近。
二次大戰後，改由台灣糖業公司經營旗尾線，但隨著旗山的農產品不再仰賴鐵路運輸，以及後來旗山的香蕉產業與糖業開始沒落，旗尾線在1978年全線停駛，鐵軌則於1982年夏天遭到拆除。

## 車站一覽
| 旗尾線（九曲堂─竹頭角）                                                                            |          |                                                                         |                    |
| *原 高砂製糖、鹽水港製糖、臺灣製糖旗尾線 *明治43年（1910年）8月20日 開業 *公館車站僅於日治時期營運 |          |                                                                         |                    |
| 車站名                                                                                             | 營業里程 | 備考                                                                    | 所在地             |
| 九曲堂                                                                                             | 0        | 1910年8月20日啟用                                                       | 高雄市大樹區       |
| 公館                                                                                               | 1.9      | 營運於1928年10月4日－1941年                                             | 高雄市大樹區       |
| 龍目                                                                                               | 3.9      | 1928年6月30日啟用                                                       | 高雄市大樹區龍目里 |
| 大樹                                                                                               | 6.2      | 舊名「大樹腳」，1910年8月20日啟用，於1920年改名為大樹                   | 高雄市大樹區大樹里 |
| 洲子                                                                                               | 8.7      | 1928年10月4日啟用，1954年5月7日改為招呼站                               | 高雄市大樹區       |
| 溪埔                                                                                               | 10.3     | 1910年8月20日啟用                                                       | 高雄市大樹區溪埔里 |
| 田寮                                                                                               | 12.5     | 舊名「麻竹」，1928年10月4日啟用，約於1940年改為田寮，1957年12月20日廢站 | 高雄市大樹區       |
| 統嶺坑                                                                                             | 13.5     | 舊名「統嶺口」，戰後改用「統嶺坑」；1932年5月19日開始營運               | 高雄市大樹區       |
| 嶺口                                                                                               | 15.5     | 1910年8月20日啟用                                                       | 高雄市旗山區       |
| 南勝                                                                                               | 19.5     | 舊名「和尚」，1928年6月30日啟用，於1968年3月改名                        | 高雄市旗山區       |
| 磱碡坑                                                                                             | 22.4     |                                                                         | 高雄市旗山區       |
| 溪州                                                                                               | 23.3     | 1910年8月20日啟用                                                       | 高雄市旗山區       |
| 大山                                                                                               | 24.5     |                                                                         | 高雄市旗山區       |
| 武鹿                                                                                               | 25.2     |                                                                         | 高雄市旗山區       |
| 北勢                                                                                               | 26.9     |                                                                         | 高雄市旗山區       |
| 旗山                                                                                               | 28.5     | 1910年8月20日啟用                                                       | 高雄市旗山區       |
| 旗尾                                                                                               | 29.7     | 1910年8月20日啟用                                                       | 高雄市旗山區       |
| 中                                                                                                 | 32.6     |                                                                         | 高雄市美濃區       |
| 牛埔                                                                                               | 34.1     |                                                                         | 高雄市美濃區       |
| 美濃                                                                                               | 36.3     |                                                                         | 高雄市美濃區       |
| 埤頭                                                                                               | 37.4     |                                                                         | 高雄市美濃區       |
| 竹頭角                                                                                             | 39.4     |                                                                         | 高雄市美濃區       |